# Albo d'oro del doppio femminile dell'Open di Francia
Questo è un elenco delle vincitrici del doppio femminile dell'Open di Francia.

## Albo d'oro[1]
| Anno       | Vincitrici                                              | Finaliste                                    | Punteggio                                    |
| ---------- | ------------------------------------------------------- | -------------------------------------------- | -------------------------------------------- |
| 1907       | Yvonne de Pfeffel Francoise Masson                      |                                              |                                              |
| 1908       | Kate Fenwick Cécile Matthey                             |                                              |                                              |
| 1909       | Jeanne Matthey (1) Daisy Speranza (1)                   |                                              |                                              |
| 1910       | Jeanne Matthey (2) Daisy Speranza (2)                   |                                              |                                              |
| 1911       | Jeanne Matthey (3) Daisy Speranza (3)                   | Marguerite Broquedis Germaine Regnier        | 5–7, 6–1, 6–0                                |
| 1912       | Jeanne Matthey (4) Daisy Speranza (4)                   |                                              |                                              |
| 1913       | Blanche Amblard (1) Suzanne Amblard (1)                 | Magda Aranyi Marguerite Broquedis            | 4–6, 6–2, 6–2                                |
| 1914       | Blanche Amblard (2) Suzanne Amblard (2)                 | Germaine Golding Suzanne Lenglen             | 6–4, 8–6                                     |
| 1915- 1919 | Non disputato per la prima guerra mondiale              | Non disputato per la prima guerra mondiale   | Non disputato per la prima guerra mondiale   |
| 1920       | Élisabeth d'Ayen Suzanne Lenglen (1)                    | Germaine Golding Jeanne Vaussard             | 6–1, 6–1                                     |
| 1921       | Suzanne Lenglen (2) Geramine Pigueron (1)               | Marguerite Billout Suzanne Deve              | 6–2, 6–1                                     |
| 1922       | Suzanne Lenglen (3) Geramine Pigueron (2)               | Marie Conquet Marie Danet                    | 6–3, 6–1                                     |
| 1923       | Suzanne Lenglen (4) Julie Vlasto (1)                    | Helene Contostavlos Speranza Wyns            | 6–1, 6–0                                     |
| 1924       | Marguerite Billout Yvonne Bourgeois                     | Germaine Golding Jeanne Vaussard             | 6–3, 6–3                                     |
| 1925       | Suzanne Lenglen (5) Julie Vlasto (2)                    | Evelyn Colyer Kitty McKane Godfree           | 6–1, 9–11, 6–2                               |
| 1926       | Suzanne Lenglen (6) Julie Vlasto (3)                    | Evelyn Colyer Kitty McKane Godfree           | 6–1, 6–1                                     |
| 1927       | Irene Bowder Peacock Bobbie Heine                       | Phoebe Holcroft Watson Peggy Saunders        | 6–2, 6–1                                     |
| 1928       | Phoebe Holcroft Watson Eileen Bennett Whittingstall (1) | Suzanne Deve Sylvia Lafaurie                 | 6–0, 6–2                                     |
| 1929       | Kea Bouman Lilí de Álvarez                              | Bobbie Heine Alida Neave                     | 7–5, 6–3                                     |
| 1930       | Elizabeth Ryan (1) Helen Wills Moody (1)                | Simone Barbier Simonne Mathieu               | 6–3, 6–1                                     |
| 1931       | Eileen Bennett Whittingstall (2) Betty Nuthall          | Cilly Aussem Elizabeth Ryan                  | 9–7, 6–2                                     |
| 1932       | Elizabeth Ryan (2) Helen Wills Moody (2)                | Eileen Bennett Whittingstall Betty Nuthall   | 6–1, 6–3                                     |
| 1933       | Simonne Mathieu (1) Elizabeth Ryan (3)                  | Sylvie Jung Henrotin Colette Rosambert       | 6–1, 6–3                                     |
| 1934       | Simonne Mathieu (2) Elizabeth Ryan (4)                  | Helen Jacobs Sarah Palfrey Cooke             | 3–6, 6–4, 6–2                                |
| 1935       | Margaret Scriven Kay Stammers                           | Ida Adamoff Hilde Krahwinkel                 | 6–4, 6–0                                     |
| 1936       | Simonne Mathieu (3) Billie Yorke (1)                    | Jadwiga Jędrzejowska Susan Noel              | 2–6, 6–4, 6–4                                |
| 1937       | Simonne Mathieu (4) Billie Yorke (2)                    | Dorothy Andrus Sylvie Jung Henrotin          | 3–6, 6–2, 6–2                                |
| 1938       | Simonne Mathieu (5) Billie Yorke (3)                    | Arlette Halff Nelly Landry                   | 6–3, 6–3                                     |
| 1939       | Jadwiga Jędrzejowska Simonne Mathieu (6)                | Alice Florian Hella Kovac                    | 7–5, 7–5                                     |
| 1940- 1945 | Non disputato per la seconda guerra mondiale            | Non disputato per la seconda guerra mondiale | Non disputato per la seconda guerra mondiale |
| 1946       | Louise Brough (1) Margaret Osborne duPont (1)           | Pauline Betz Doris Hart                      | 6–4, 0–6, 6–1                                |
| 1947       | Louise Brough (2) Margaret Osborne duPont (2)           | Pat Canning Todd Doris Hart                  | 7–5, 6–2                                     |
| 1948       | Pat Canning Todd Doris Hart (1)                         | Mary Arnold Prentiss Shirley Fry             | 6–4, 6–2                                     |
| 1949       | Louise Brough Clapp Margaret Osborne duPont (3)         | Joy Gannon Betty Hilton                      | 7–5, 6–1                                     |
| 1950       | Shirley Fry (1) Doris Hart (2)                          | Louise Brough Clapp Margaret Osborne duPont  | 1–6, 7–5, 6–2                                |
| 1951       | Shirley Fry (2) Doris Hart (3)                          | Beryl Bartlett Barbara Scofield              | 10–8, 6–3                                    |
| 1952       | Shirley Fry (3) Doris Hart (4)                          | Hazel Redick-Smith Julia Wipplinger          | 7–5, 6–1                                     |
| 1953       | Shirley Fry (4) Doris Hart (5)                          | Maureen Connolly Brinker Julia Sampson       | 6–4, 6–3                                     |
| 1954       | Maureen Connolly Brinker Nell Hall Hopman               | Maud Galtier Suzanne Schmitt                 | 7–5, 4–6, 6–0                                |
| 1955       | Beverly Baker Fleitz Darlene Hard (1)                   | Shirley Bloomer Brasher Patricia Ward        | 7–5, 6–8, 13–11                              |
| 1956       | Angela Buxton Althea Gibson                             | Darlene Hard Dorothy Head Knode              | 6–8, 8–6, 6–1                                |
| 1957       | Shirley Bloomer Darlene Hard (2)                        | Yola Ramírez Rosie Reyes                     | 7–5, 4–6, 7–5                                |
| 1958       | Rosie Reyes Yola Ramírez                                | Mary Bevis Hawton Thelma Coyne Long          | 6–4, 7–5                                     |
| 1959       | Sandra Reynolds Price (1) Renee Schuurman Haygarth (1)  | Yola Ramírez Rosie Reyes                     | 2–6, 6–0, 6–1                                |
| 1960       | Maria Bueno Darlene Hard (3)                            | Ann Haydon Jones Pat Ward Hales              | 6–2, 7–5                                     |
| 1961       | Sandra Reynolds Price (2) Renee Schuurman Haygarth (2)  | Maria Bueno Darlene Hard                     | walkower                                     |
| 1962       | Sandra Reynolds Price (3) Renee Schuurman Haygarth (3)  | Justina Bricka Margaret Smith Court          | 6–4, 6–4                                     |
| 1963       | Ann Haydon Jones Renee Schuurman Haygarth (4)           | Robyn Ebbern Margaret Smith Court            | 7–5, 6–4                                     |
| 1964       | Margaret Smith Court (1) Lesley Turner Bowrey (1)       | Norma Baylon Helga Schultze                  | 6–3, 6–1                                     |
| 1965       | Margaret Smith Court (2) Lesley Turner Bowrey (2)       | Françoise Dürr Jeanine Lieffrig              | 6–3, 6–1                                     |
| 1966       | Margaret Smith Court (3) Judy Tegart Dalton             | Jill Blackman Fay Toyne                      | 4–6, 6–1, 6–1                                |
| 1967       | Françoise Dürr (1) Gail Sherriff Chanfreau (1)          | Annette Van Zyl Pat Walkden                  | 6–2, 6–2                                     |
| 1968       | Françoise Dürr (2) Ann Haydon Jones (1)                 | Rosemary Casals Billie Jean King             | 7–5, 4–6, 6–4                                |
| 1969       | Françoise Dürr (3) Ann Haydon Jones (2)                 | Margaret Court Nancy Richey                  | 6–0, 4–6, 7–5                                |
| 1970       | Françoise Dürr (4) Gail Sherriff Chanfreau (2)          | Rosemary Casals Billie Jean King             | 6–1, 3–6, 6–3                                |
| 1971       | Françoise Dürr (5) Gail Sherriff Chanfreau (3)          | Helen Gourlay Cawley Kerry Harris            | 6–4, 6–1                                     |
| 1972       | Billie Jean King Betty Stöve (1)                        | Winnie Shaw Christine Truman Janes           | 6–1, 6–2                                     |
| 1973       | Margaret Smith Court (4) Virginia Wade                  | Françoise Dürr Betty Stöve                   | 6–2, 6–3                                     |
| 1974       | Chris Evert (1) Ol'ga Morozova                          | Katja Ebbinghaus Gail Sherriff Chanfreau     | 6–4, 2–6, 6–1                                |
| 1975       | Chris Evert (2) Martina Navrátilová                     | Julie Anthony Ol'ga Morozova                 | 6–3, 6–2                                     |
| 1976       | Fiorella Bonicelli Gail Sherriff Lovera                 | Kathy Harter Helga Niessen Masthoff          | 6–4, 1–6, 6–3                                |
| 1977       | Regina Maršíková Pam Teeguarden                         | Rayni Fox Helen Gourlay Cawley               | 5–7, 6–4, 6–2                                |
| 1978       | Mima Jaušovec Virginia Ruzici                           | Gail Sherriff Lovera Lesley Turner Bowrey    | 5–7, 6–4, 8–6                                |
| 1979       | Betty Stöve (2) Wendy Turnbull                          | Françoise Dürr Virginia Wade                 | 3–6, 7–5, 6–4                                |
| 1980       | Kathy Jordan Anne Smith (1)                             | Ivanna Madruga Adriana Villagrán             | 6–1, 6–0                                     |
| 1981       | Rosalyn Fairbank (1) Tanya Harford                      | Candy Reynolds Paula Smith                   | 6–1, 6–3                                     |
| 1982       | Martina Navrátilová (1) Anne Smith (2)                  | Rosemary Casals Wendy Turnbull               | 6–3, 6–4                                     |
| 1983       | Rosalyn Fairbank (2) Candy Reynolds                     | Kathy Jordan Anne Smith                      | 5–7, 7–5, 6–2                                |
| 1984       | Martina Navrátilová (2) Pam Shriver (1)                 | Claudia Kohde Kilsch Hana Mandlíková         | 5–7, 6–3, 6–2                                |
| 1985       | Martina Navrátilová (3) Pam Shriver (2)                 | Claudia Kohde Kilsch Helena Suková           | 4–6, 6–2, 6–2                                |
| 1986       | Martina Navrátilová (4) Andrea Temesvári                | Steffi Graf Gabriela Sabatini                | 6–1, 6–2                                     |
| 1987       | Martina Navrátilová (5) Pam Shriver (3)                 | Steffi Graf Gabriela Sabatini                | 6–2, 6–1                                     |
| 1988       | Martina Navrátilová (6) Pam Shriver (4)                 | Claudia Kohde Kilsch Helena Suková           | 6–2, 7–5                                     |
| 1989       | Larysa Savczenko Nataša Zvereva (1)                     | Steffi Graf Gabriela Sabatini                | 6–4, 6–4                                     |
| 1990       | Jana Novotná (1) Helena Suková                          | Larysa Savczenko Nataša Zvereva              | 6–4, 7–5                                     |
| 1991       | Gigi Fernández (1) Jana Novotná (2)                     | Larysa Savczenko Nataša Zvereva              | 6–4, 6–0                                     |
| 1992       | Gigi Fernández (2) Nataša Zvereva (2)                   | Conchita Martínez Arantxa Sánchez Vicario    | 6–3, 6–2                                     |
| 1993       | Gigi Fernández (3) Nataša Zvereva (3)                   | Jana Novotná Larysa Savczenko-Neiland        | 6–3, 7–5                                     |
| 1994       | Gigi Fernández (4) Nataša Zvereva (4)                   | Lindsay Davenport Lisa Raymond               | 6–2, 6–2                                     |
| 1995       | Gigi Fernández (5) Nataša Zvereva (5)                   | Jana Novotná Arantxa Sánchez Vicario         | 6(6)–7, 6–4, 7–5                             |
| 1996       | Lindsay Davenport Mary Joe Fernández                    | Gigi Fernández Nataša Zvereva                | 6–2, 6–1                                     |
| 1997       | Gigi Fernández (6) Nataša Zvereva (6)                   | Mary Joe Fernández Lisa Raymond              | 6–2, 6–3                                     |
| 1998       | Martina Hingis (1) Jana Novotná (3)                     | Lindsay Davenport Nataša Zvereva             | 6–1, 7–6(4)                                  |
| 1999       | Serena Williams (1) Venus Williams (1)                  | Martina Hingis Anna Kurnikova                | 6–3, 6(2)–7, 8–6                             |
| 2000       | Martina Hingis (2) Mary Pierce                          | Virginia Ruano Pascual Paola Suárez          | 6–2, 6–4                                     |
| 2001       | Virginia Ruano Pascual (1) Paola Suárez (1)             | Jelena Dokić Conchita Martínez               | 6–2, 6–1                                     |
| 2002       | Virginia Ruano Pascual (2) Paola Suárez (2)             | Lisa Raymond Rennae Stubbs                   | 6–4, 6–2                                     |
| 2003       | Kim Clijsters Ai Sugiyama                               | Virginia Ruano Pascual Paola Suárez          | 6(5)–7, 6–2, 9–7                             |
| 2004       | Virginia Ruano Pascual (3) Paola Suárez (3)             | Svetlana Kuznecova Elena Lichovceva          | 6–0, 6–3                                     |
| 2005       | Virginia Ruano Pascual (4) Paola Suárez (4)             | Cara Black Liezel Huber                      | 4–6, 6–3, 6–3                                |
| 2006       | Lisa Raymond Samantha Stosur                            | Daniela Hantuchová Ai Sugiyama               | 6–3, 6–2                                     |
| 2007       | Alicia Molik Mara Santangelo                            | Katarina Srebotnik Ai Sugiyama               | 7–6(5), 6–4                                  |
| 2008       | Anabel Medina Garrigues (1) Virginia Ruano Pascual (5)  | Casey Dellacqua Francesca Schiavone          | 2–6, 7–5, 6–4                                |
| 2009       | Anabel Medina Garrigues (2) Virginia Ruano Pascual (6)  | Viktoryja Azaranka Elena Vesnina             | 6–1, 6–1                                     |
| 2010       | Serena Williams (2) Venus Williams (2)                  | Květa Peschke Katarina Srebotnik             | 6–2, 6–3                                     |
| 2011       | Andrea Hlaváčková Lucie Hradecká                        | Sania Mirza Elena Vesnina                    | 6–4, 6–3                                     |
| 2012       | Sara Errani (1) Roberta Vinci                           | Marija Kirilenko Nadia Petrova               | 4–6, 6–4, 6–2                                |
| 2013       | Ekaterina Makarova Elena Vesnina                        | Sara Errani Roberta Vinci                    | 7–5, 6–2                                     |
| 2014       | Hsieh Su-wei (1) Shuai Peng                             | Sara Errani Roberta Vinci                    | 6–4, 6–1                                     |
| 2015       | Bethanie Mattek-Sands (1) Lucie Šafářová (1)            | Casey Dellacqua Jaroslava Švedova            | 3–6, 6–4, 6–2                                |
| 2016       | Caroline Garcia (1) Kristina Mladenovic (1)             | Ekaterina Makarova Elena Vesnina             | 6–3, 2–6, 6–4                                |
| 2017       | Bethanie Mattek-Sands (2) Lucie Šafářová (2)            | Ashleigh Barty Casey Dellacqua               | 6–2, 6–1                                     |
| 2018       | Barbora Krejčíková (1) Kateřina Siniaková (1)           | Eri Hozumi Makoto Ninomiya                   | 6–3, 6–3                                     |
| 2019       | Tímea Babos (1) Kristina Mladenovic (2)                 | Duan Yingying Zheng Saisai                   | 6–2, 6–3                                     |
| 2020       | Tímea Babos (2) Kristina Mladenovic (3)                 | Alexa Guarachi Desirae Krawczyk              | 6–4, 7–5                                     |
| 2021       | Barbora Krejčíková (2) Kateřina Siniaková (2)           | Bethanie Mattek-Sands Iga Świątek            | 6–4, 6–2                                     |
| 2022       | Caroline Garcia (2) Kristina Mladenovic (4)             | Coco Gauff Jessica Pegula                    | 2–6, 6–3, 6–2                                |
| 2023       | Hsieh Su-wei (2) Wang Xinyu                             | Leylah Fernandez Taylor Townsend             | 1–6, 7–6(5), 6–1                             |
| 2024       | Coco Gauff Kateřina Siniaková (3)                       | Sara Errani Jasmine Paolini                  | 7–6(5), 6–3                                  |
| 2025       | Sara Errani (2) Jasmine Paolini                         | Anna Danilina Aleksandra Krunić              | 6–4, 2–6, 6–1                                |